# O'Brien Trophy
O'Brien Trophy ali O'Brien Cup, kot piše na pokalu samem, je ukinjen pokal, ki so ga od 1910 do 1950 podeljevali v hokejskih ligah National Hockey Association in National Hockey League. Leta 1909 so ga sicer podelili prvaku lige Timiskaming Professional Hockey League, zatem pa so ga prevzeli vodilni v ligi NHA.
Pokal je ligi NHA daroval kanadski senator M.J. O'Brien v čast svojega sina, Ambrosa O'Briena. Pokal so v preteklosti podeljevali štirim različnim dobitnikom. Od 1910 do 1916/17 prvaku lige NHA, v sezoni 1917/18 so ga prenesli in podelili prvaku končnice lige NHL (in posledično prvaku lige v tisti sezoni). Od sezone 1927/28 so pokal podeljevali prvaku Kanadske divizije, začenši s sezono 1938/39 pa je pokal prejel finalist lige NHL, torej v finalu poraženo moštvo. Leta 1950 so pokal za vselej umaknili in odtlej ga niso več podelili. Skupaj so pokal podelili 12 moštvom v 41 sezonah. Pokal je trenutno del zbirke Hokejskega hrama slavnih lige NHL v Torontu.

## Zgodovina
Pokal je ligi National Hockey Association podaril kanadski senator Michael J. O'Brien. Podaril ga je v čast svojega sina Ambrosa O'Briena, ki so mu pripisali zasluge za nastanek lige NHA, predhodnice današnje lige NHL. Pokal so prvotno podeljevali zmagovalnemu moštvu lige NHA. Ko je bila liga NHA leta 1917 ukinjena in je bila vzpostavljena liga NHL, je nova liga pokal prevzela in ga pričela podeljevati zmagovalnemu moštvu lige. Dobitnik pokala je nato napredoval v boj za Stanleyjev pokal, za katerega so se potegovala tudi moštva iz ostalih lig.
Od sezone 1927/28, eno leto po širitvi lige v dve diviziji v sezoni 1926/27, so pokal podeljevali zmagovalnemu moštvu Kanadske divizije, medtem ko so zmagovalnemu moštvu Ameriške divizije podeljevali Pokal valižanskega princa. Pokal so pod takimi pogoji podeljevali do konca sezone 1937/38.
Sezona 1938/39 je prinesla vrnitev k razvrstitvi moštev v eno samo divizijo in od tedaj so pokal podeljevali poraženemu moštvu v finalu Stanleyjevega pokala. Pokal sicer od 1939 do 1943 uradno niso podeljevali in šele leta 1944 so dobitnim moštvom iz tega obdobja uradno priznali pokal. Na koncu sezone 1949/50 so pokal ukinili. Odtlej ga niso podelili nikoli več. Pokal je trenutno del zbirke Hokejskega hrama slavnih lige NHL v Torontu, Ontario. V hramu je na ogled skupaj z ostalimi zgodovinskimi pokali ob vhodu do eksponata Panasonic Hometown Hockey.
Največkrat so pokal osvojili hokejisti Montreal Canadiensov, ki so ga osvojili 10-krat. Za njimi so hokejisti ekipe Toronto Maple Leafs z 9 naslovi, sedmimi pod imenom Maple Leafs, enim pod imenom St. Patricks in enim pod imenom Arenas. Od ameriških moštev je pokal največkrat osvojilo moštvo Detroit Red Wings, to jim je uspelo 5-krat.

## Prejemniki
| Pokalov | Moštvo                                                     |
| ------- | ---------------------------------------------------------- |
| 9       | Toronto Maple Leafs (7x) St. Patricks (1x) Toronto[A] (1x) |
| 8       | Montreal Canadiens                                         |
| 5       | Detroit Red Wings                                          |
| 5       | Ottawa Hockey Club                                         |
| 2       | Quebec Bulldogs                                            |
| 2       | Montreal Maroons                                           |
| 2       | Boston Bruins                                              |
| 1       | Chicago Black Hawks                                        |
| 1       | New York Rangers                                           |
| 1       | Toronto Blueshirts                                         |

Legenda
- * = ukinjena moštva
- ^ =       kasnejši zmagovalci Stanleyjevega pokala

### Prvaki lige NHA
| Sezona  | Prejemnik              | # |
| ------- | ---------------------- | - |
| 1910    | Montreal Wanderers * ^ | 1 |
| 1910/11 | Ottawa Hockey Club *   | 1 |
| 1911/12 | Quebec Bulldogs * ^    | 1 |
| 1912/13 | Quebec Bulldogs * ^    | 2 |
| 1913/14 | Toronto Blueshirts * ^ | 1 |
| 1914/15 | Ottawa Hockey Club *   | 2 |
| 1915/16 | Montreal Canadiens ^   | 1 |
| 1916–17 | Montreal Canadiens     | 2 |

### Prvaki končnice lige NHL
| Sezona  | Prejemnik                                  | # |
| ------- | ------------------------------------------ | - |
| 1917/18 | Torontos (vzdevek Arenas)[A]               | 1 |
| 1918/19 | Montreal Canadiens                         | 3 |
| 1919/20 | Ottawa Hockey Club * ^                     | 3 |
| 1920/21 | Ottawa Hockey Club * ^                     | 4 |
| 1921/22 | Toronto St. Patricks ^ (predhodno Toronto) | 2 |
| 1922/23 | Ottawa Hockey Club * ^                     | 5 |
| 1923/24 | Montreal Canadiens[B]                      | 4 |
| 1924/25 | Montreal Canadiens[B]                      | 5 |
| 1925/26 | Montreal Maroons[B] * ^                    | 1 |
| 1926/27 | Ottawa Senators[B] * ^                     | 6 |

### Prvaki Kanadske divizije lige NHL
| Sezona  | Prejemnik                                            | # |
| ------- | ---------------------------------------------------- | - |
| 1927/28 | Toronto Maple Leafs (predhodno Toronto St. Patricks) | 3 |
| 1928/29 | Montreal Canadiens                                   | 6 |
| 1929/30 | Montreal Maroons * ^                                 | 1 |
| 1930/31 | Montreal Canadiens ^                                 | 7 |
| 1931/32 | Montreal Canadiens                                   | 8 |
| 1932/33 | Toronto Maple Leafs                                  | 4 |
| 1933/34 | Toronto Maple Leafs                                  | 5 |
| 1934/35 | Toronto Maple Leafs                                  | 6 |
| 1935/36 | Montreal Maroons *                                   | 2 |
| 1936/37 | Montreal Canadiens                                   | 9 |
| 1937/38 | Toronto Maple Leafs                                  | 7 |

### Poraženci finala lige NHL
| Sezona  | Prejemnik           | #  |
| ------- | ------------------- | -- |
| 1938/39 | Toronto Maple Leafs | 8  |
| 1939/40 | Toronto Maple Leafs | 9  |
| 1940/41 | Detroit Red Wings   | 1  |
| 1941/42 | Detroit Red Wings   | 2  |
| 1942/43 | Boston Bruins       | 1  |
| 1943/44 | Chicago Black Hawks | 1  |
| 1944/45 | Detroit Red Wings   | 3  |
| 1945/46 | Boston Bruins       | 2  |
| 1946/47 | Montreal Canadiens  | 10 |
| 1947/48 | Detroit Red Wings   | 4  |
| 1948/49 | Detroit Red Wings   | 5  |
| 1949/50 | New York Rangers    | 1  |